# Florala, Alabama
Florala là một thị trấn thuộc quận Covington, tiểu bang Alabama, Hoa Kỳ. Dân số năm 2009 là 1869 người, mật độ đạt 69 người/km².